# Беккер, Август (художник)

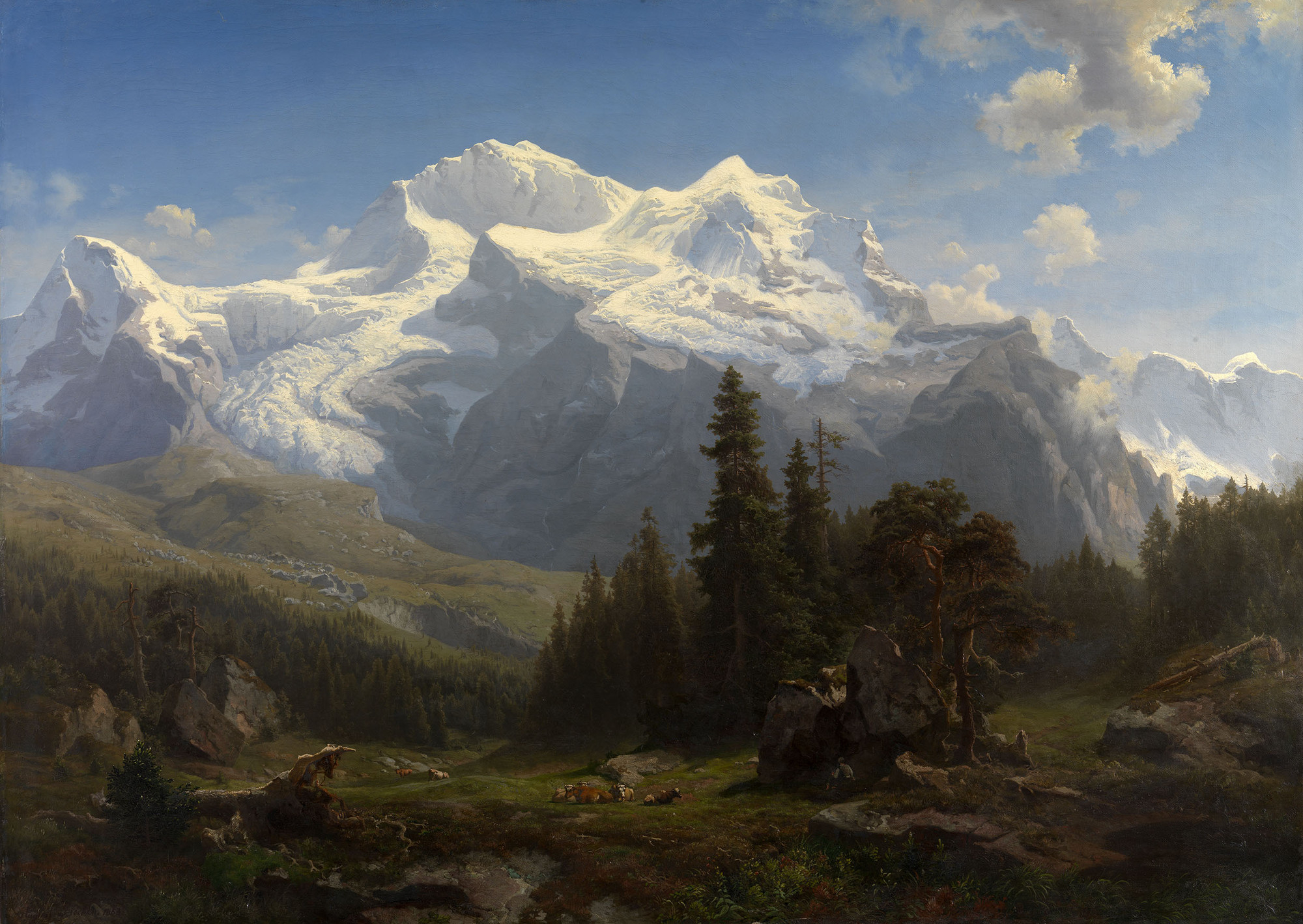
Юнгфрау

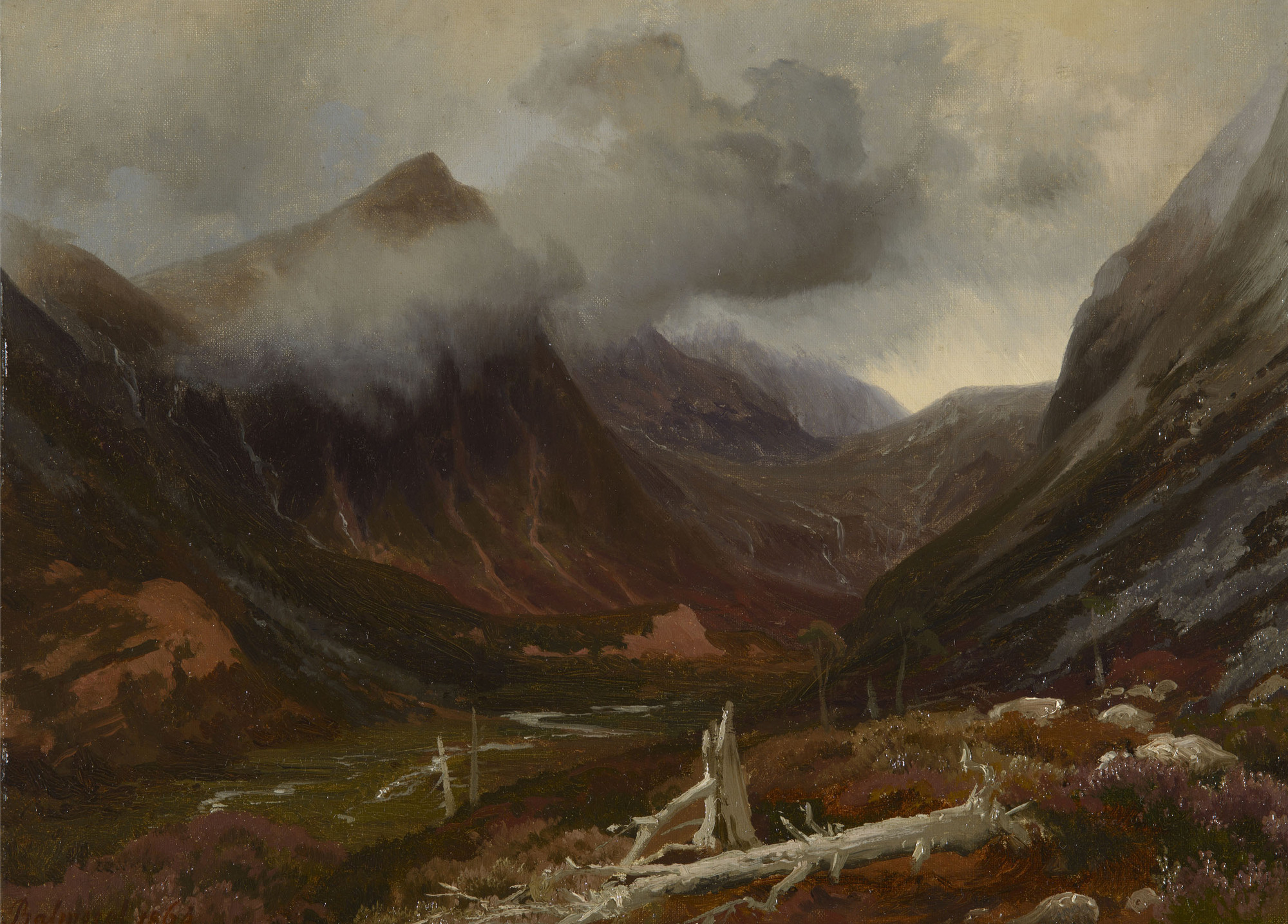
Бенн-Брек

Август Беккер (нем. August Becker; 27 января 1821, Дармштадт — 19 декабря 1887, Дюссельдорф, Великое герцогство Гессен) — немецкий художник-пейзажист. Представитель Дюссельдорфской художественной школы.
С 1840 года обучался в Дюссельдорфской академии искусств. Ученик Иоганна Вильгельма Ширмера.
После окончания академии остался жить в Дюссельдорфе. В 1844 и 1847 годах посетил Норвегию, где создал серию пейзажей фьордов. В 1854 году несколько недель провёл в Лондоне, посещал музеи. Встретился с принцем Альбертом, который приобрёл картину Беккера «Юнгфрау» в качестве подарка королеве Виктории. В последующие годы она приобрела ещё несколько его картин и в 1864 году пригласила Беккера посетить Шотландию.
Позже совершил поездку по Венгрии (1876 г.) и Румынии (1882 г.), где его визит был связан с заказами, полученными им от семьи Гогенцоллернов-Зигмарингенов. Там он также давал уроки живописи Антонии Марие Португальской.